# Saint-Privat-des-Prés
Saint-Privat-des-Prés ist eine Ortschaft und eine ehemalige französische Gemeinde mit 524 Einwohnern (Stand: 1. Januar 2019) im Département Dordogne in der Region Nouvelle-Aquitaine. Sie gehörte zum Arrondissement Périgueux und zum Kanton Montpon-Ménestérol.
Mit Wirkung vom 1. Januar 2017 wurden die früheren Gemeinden Saint-Privat-des-Prés, Festalemps und Saint-Antoine-Cumond zu einer Commune nouvelle namens Saint Privat en Périgord zusammengelegt. Die ehemaligen Gemeinden haben in der neuen Gemeinde den Status einer Commune déléguée. Der Verwaltungssitz befindet sich im Ort Saint-Privat-des-Prés.
Nachbarorte sind Saint-Antoine-Cumond im Norden, Festalemps im Osten, Saint-Vincent-Jalmoutiers im Süden, Saint Aulaye-Puymangou im Südwesten und Bonnes im Westen.

## Bevölkerungsentwicklung
| Jahr      | 1962 | 1968 | 1975 | 1982 | 1990 | 1999 | 2008 | 2015 |
| --------- | ---- | ---- | ---- | ---- | ---- | ---- | ---- | ---- |
| Einwohner | 696  | 671  | 687  | 702  | 658  | 619  | 559  | 531  |

## Sehenswürdigkeiten
- Château de la Meynardie
- Kirche Saint-Privat, seit 1862 als Monument historique ausgewiesen

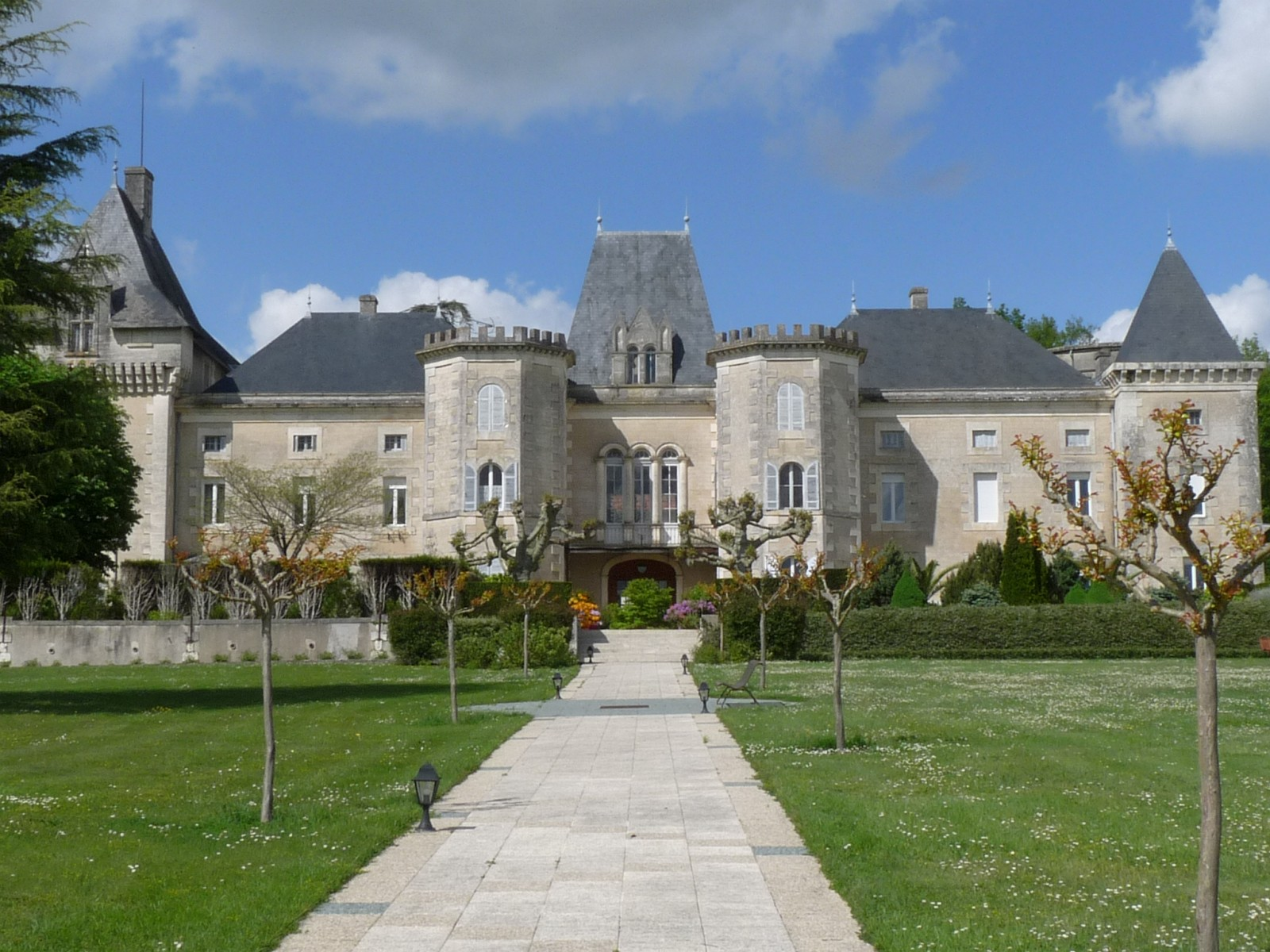
Château de la Meynardie
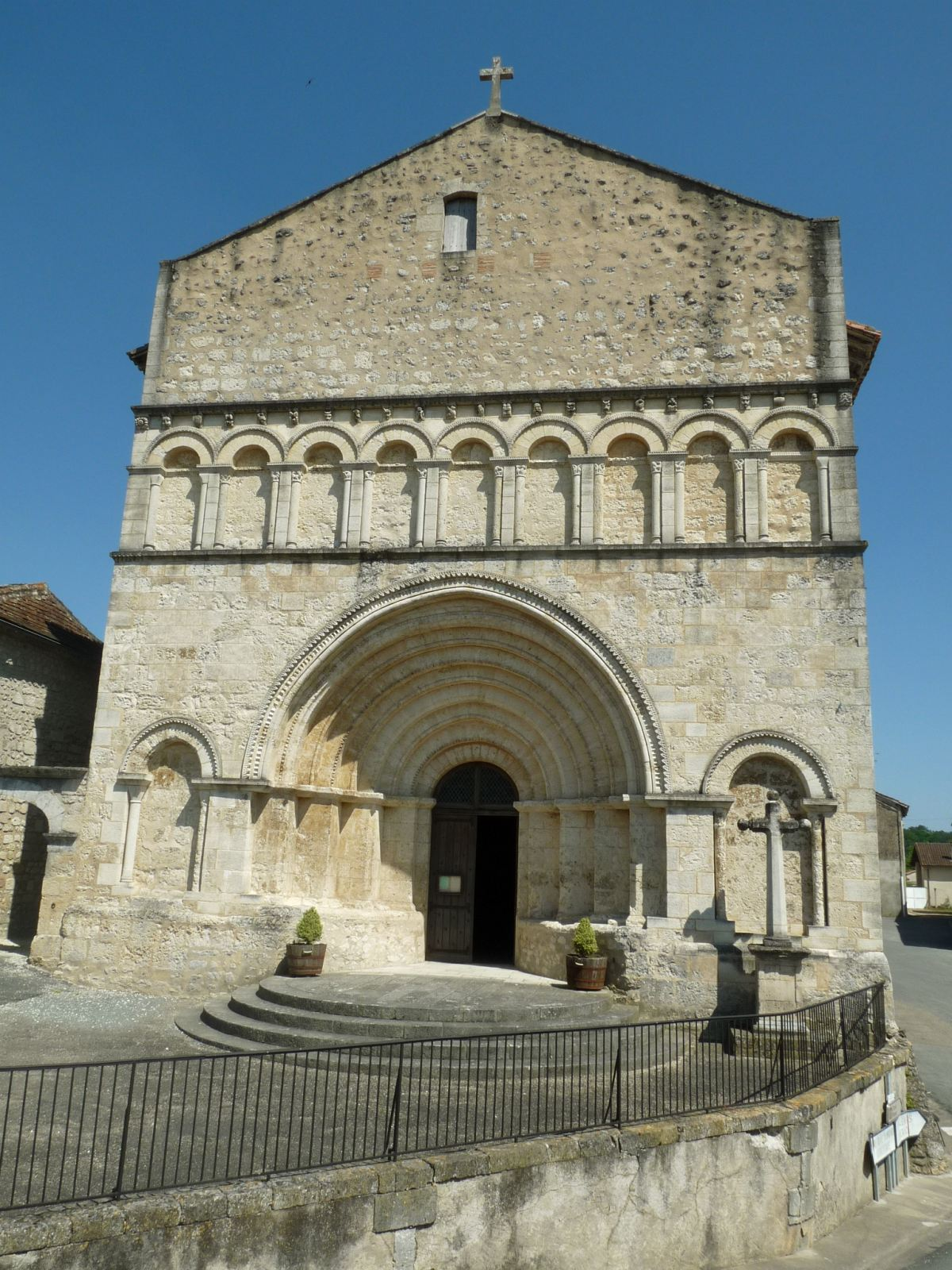
Kirche Saint-Privat
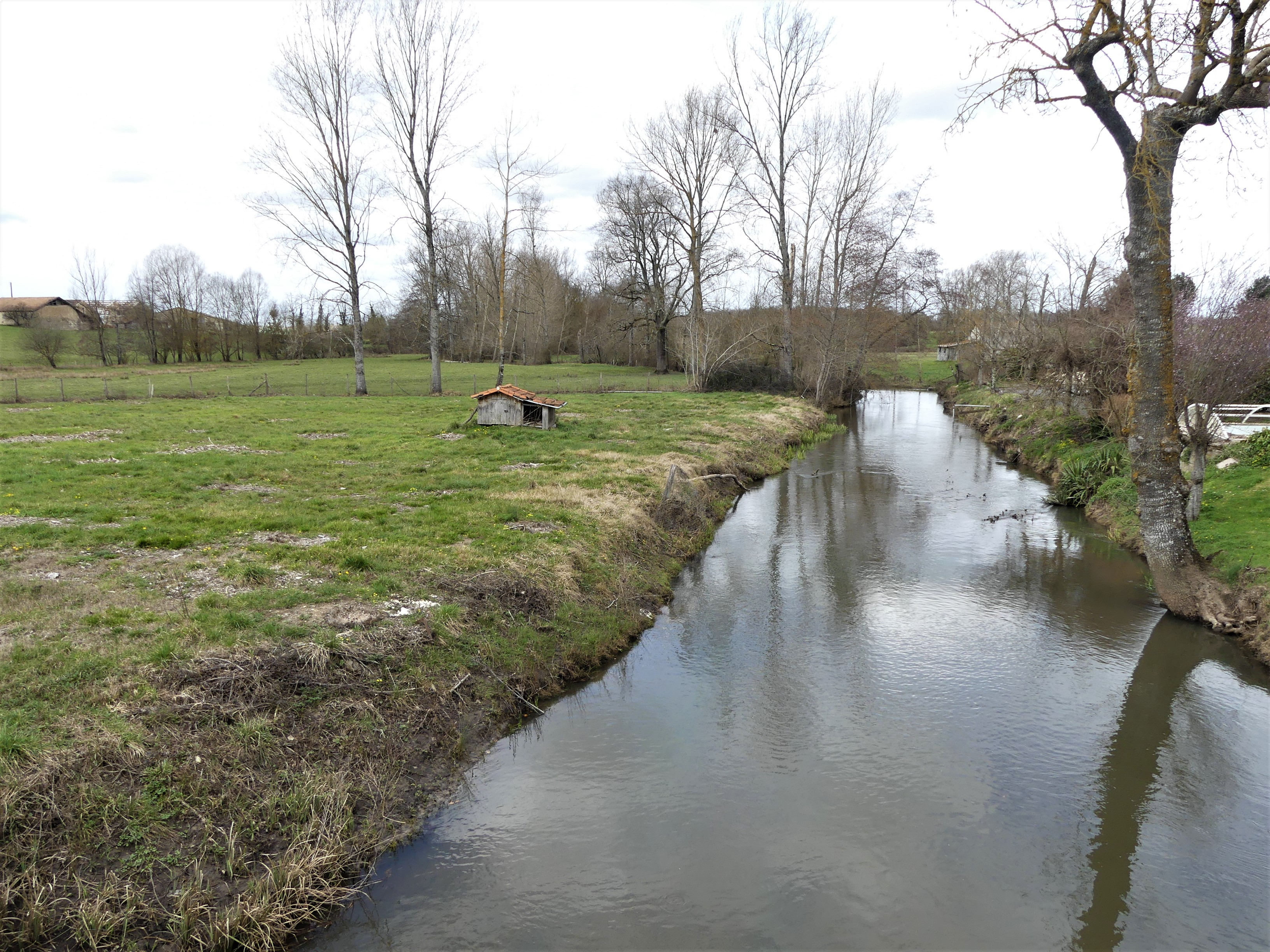
Die Rizonne von Saint-Aulaye kommend